# إيما بارنت
إيما بارنت (بالإنجليزية: Emma Barnett)‏ هي صحفية بريطانية، ولدت في 5 فبراير 1985.